# 孫慮
孫慮（213年—232年），字子智，三國時東吳皇子。孫權的次子。

## 生平
孫慮自小敏惠而有才藝，受孫權器愛。黃武七年（公元228年）三月，封建昌侯，妻為潘濬之女。兩年後，丞相顧雍等上奏曰孫慮性聰體達，所尚日新，比方近漢，宜進爵稱王，孫權不許。
黃龍三年（231年），尚書僕射存上疏曰：
“帝王之興，莫不褒崇至親，以光群後，故魯衛於周，寵冠諸侯，高帝五王，封列於漢，所以藩屏本朝，為國鎮衛。建昌侯慮廩性聰敏，才兼文武，於古典制，宜正名號。陛下謙光，未肯如舊，群寮大小，鹹用於邑。方今奸寇恣眼，金鼓未弭，腹心爪牙，惟親與賢。輒與丞相顧雍等議，鹹以孫慮宜為鎮軍大將軍，授任偏方，以光大業。”
孫權於是答應賜孫慮假節開府，管治半州，孫慮以皇子之尊，富於春秋，遠近嫌其不能留意。做事時遵奉法度，敬納師友，過於眾望。期間薛綜任其將軍府長史。
嘉禾元年（232年）正月，孫慮以二十歲卒。

## 家族

### 曾祖父
- 孫鍾 孫堅父

### 祖父母
- 孙坚 祖父，孫權稱帝後追諡為武烈皇帝
- 吳太夫人 祖母，孫權稱帝後追諡為武烈皇后

### 叔伯
- 孫策 大伯，東吳奠基者，孫權稱帝後追諡為長沙桓王
- 孫翊 三叔，丹楊太守，性格驍悍果烈，有孫策之風
- 孫匡 四叔，孫策讓出父親孫堅之烏程侯爵位給幼弟孫匡來承襲，早逝
- 孫朗 五叔，因違反軍令燒毀自家軍用被呂範送回而被禁錮

### 姑媽
- 孫氏，嫁給曲阿人弘咨。
- 孫氏，嫁給陈氏。

### 姑姐
- 孫夫人，嫁刘备，正史姓名不詳。三国演义中稱孫仁，戲曲《甘露寺》稱孫尚香。

### 父親
- 孫權，（東）吳大皇帝，東吳開國君主。

### 兄弟
- 孫登，孫權長子，字子高，東吳宣太子。三十三歲病死。
- 孫和，孫權三子，字子孝，孫霸親兄，孫登病死後被立為太子。被廢後封為南陽王。被丞相孫峻賜死。兒子孫皓繼位於孫休，追尊孫和為文皇帝。
- 孫霸，孫權四子，字子威，曾與兄長孫和發生二宮之爭。被孫權賜死。
- 孫奮，孫權五子，字子揚，封齊王。後被廢為庶人。太平三年又被封為章安侯。被孫皓誅殺。
- 孫休，孫權六子，字子烈，東吳景皇帝。原被封琅邪王，孫亮被廢黜後被立為帝。廿四歲繼位孫亮。三十歲英年早逝。
- 孫亮，孫權幼子，字子明，十歲繼位孫權，十六被丞相孫綝廢為會稽王。十八歲流放途中亡。

### 姊妹
- 孫魯班，字大虎，孫權長女，先配周循，後配全琮。
- 孫氏（待考），孫權次女。劉纂妻，早卒。
- 孫魯育，字小虎，孫權三女，先配朱據，後配劉纂。
- 孫氏（待考），滕胤妻。[4]

## 評價
- 顾雍：虑性聪体达。
- 孙权：以虑气志休懿，武略夙昭，必能为国佐定大业，故授以上将之位，显以殊特之荣，宠以兵马之势，委以偏方之任。外欲威振敌虏，厌难万里，内欲镇抚远近，慰恤将士，诚虑建功立事竭命之秋也。虑其内脩文德，外经武训，持盈若冲，则满而不溢。敬慎乃心，无忝所受。
- 陈寿：「少敏惠有才艺，权器爱之。」「虑以皇子之尊，富於春秋，远近嫌其不能留意。及至临事，遵奉法度，敬纳师友，过於众望。」「虑有好善之姿，规自砥砺，短命早终，哀哉！」

## 延伸阅读
[在维基数据编辑]
 《三國志·卷59》，出自陳壽《三國志》